# Les Rivières-Henruel
Les Rivières-Henruel é uma comuna francesa na região administrativa do Grande Leste, no departamento de Marne. Estende-se por uma área de 11.97 km², e possui 174 habitantes, segundo o censo de 2018, com uma densidade de 15 hab/km².